# 크리스 베어드
크리스토퍼 패트릭 "크리스" 베어드(Christopher Patrick "Chris" Baird, 1982년 2월 25일 ~ )는 북아일랜드의 전 축구 선수이다.